# Jair (Nowy Testament)

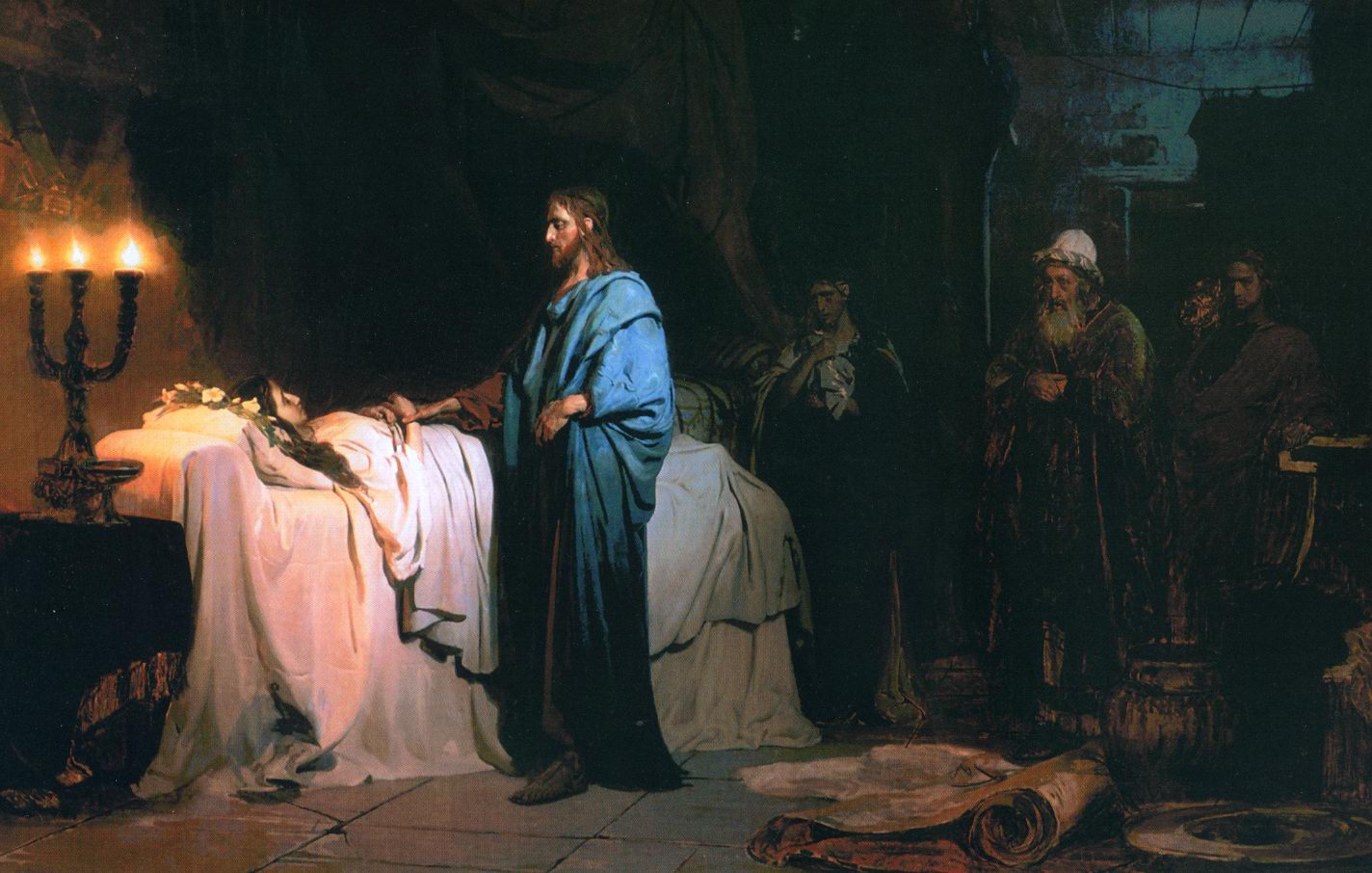
Wskrzeszenie córki Jaira – obraz Ilji Riepina z 1871.

Jair – postać biblijna z Nowego Testamentu, przełożony synagogi. 
Miał on dwunastoletnią córkę, jedynaczkę, która była bliska śmierci. Uznał on Jezusa za Mesjasza i prosił o pomoc w uzdrowieniu córki. Nim Jezus dotarł na miejsce, córka Jaira zmarła. Mimo to Nazarejczyk wskrzesił dziewczynę. Sam Jair był jednym z nielicznych, którzy obserwowali ten cud.